# Kaisa Roose
Kaisa Roose (* 15. April 1969 in Tallinn) ist eine estnische Dirigentin.

## Leben und Musik
Kaisa Roose begann im Alter von sechs Jahren mit dem Klavierunterricht an der renommierten Tallinner Musikschule (Tallinna Muusikakool). 1987 wurde sie am Staatlichen Tallinner Konservatorium zugelassen. 1992 schloss sie dort ihr Studium im Fach Chorleitung ab. 1993 begann sie ihr Studium im Fach Orchesterleitung am Königlich Dänischen Konservatorium (Det Kongelige Danske Musikkonservatorium) in Kopenhagen, das sie 1997 abschloss.
Anschließend war sie als Dirigentin am Königlichen Theater (Det Kongelige Teater) in der dänischen Hauptstadt beschäftigt, bevor sie von 2000 bis 2003 an das Musiktheater (Malmö opera och musikteater) im schwedischen Malmö wechselte. Sie absolvierte zahlreiche Gastauftritt mit Orchestern aus Dänemark, Schweden, Estland, Finnland, Litauen und Costa Rica.

## Auszeichnungen
1997 wurde Kaisa Roose der dänische Grethe-Kolbe-Preis für Nachwuchsdirigenten verliehen.